# Тавайваам
Тавайва́ам (с чукотского — «река, по которой ездят») — национальное чукотское село в Чукотском автономном округе России. Входит в состав городского округа Анадырь.

## История
Первоначально старинное поселение Тавайваам располагалось на косе Жиловая Кошка Анадырского лимана. Но в середине 1940-х годов из-за начавшегося строительства военных объектов село было перенесено на другой берег залива, в окрестности Анадыря.

## Население
| 2002 | 2010 | 2012 | 2013 | 2014 | 2015 | 2016 |
| ---- | ---- | ---- | ---- | ---- | ---- | ---- |
| 0    | ↗472 | ↘470 | ↗471 | ↘465 | ↘458 | ↗459 |
| 2017 | 2018 | 2019 | 2020 | 2021 | 2023 |      |
| ↗488 | ↘487 | ↗489 | ↘480 | ↘396 | ↘370 |      |

По состоянию на 2009 год в селе проживало 420 человек, из них коренных национальностей — 380 чел. (в основном чукчи, а также чуванцы, эвены, юкагиры).

## Экономика и социальная инфраструктура
В советское время в селе было развито оленеводство, здесь действовал совхоз «имени XXII съезда КПСС», но после экономического спада 1990-х гг. было потеряно всё поголовье северных оленей. Последствия кризиса ощущаются и сейчас, около 20 % жителей являются безработными. Основным занятием местных жителей сейчас является рыболовство, а также сезонные работы и продажа туристам сувениров традиционных промыслов.
В селе есть фельдшерско-акушерский пункт, детский сад «Оленёнок», этно-культурный центр «Кутх».
Улицы села: Гагарина, Кеулькута, Пионерская, Советская, Тэгрынкеу.

## Климат
Тавайваам расположен в зоне континентального субарктического (бореального) климата (Dfc по Кёппену).
| Показатель                    | Янв.  | Фев.  | Март  | Апр.  | Май   | Июнь | Июль  | Авг. | Сен.  | Окт.  | Нояб. | Дек.  | Год   |
| ----------------------------- | ----- | ----- | ----- | ----- | ----- | ---- | ----- | ---- | ----- | ----- | ----- | ----- | ----- |
| Абсолютный максимум, °C       | 1,2   | 2,2   | 5,1   | 5     | 14    | 26   | 28    | 25,6 | 23,4  | 10,8  | 5     | 3,6   | 28    |
| Средний суточный максимум, °C | −19,7 | −17,4 | −14,5 | −8,2  | 2     | 11,2 | 15,8  | 13,7 | 7,9   | −1,8  | −8,9  | −16,6 | −3    |
| Средняя температура, °C       | −22,5 | −20,5 | −17,5 | −11,5 | −0,5  | 7    | 11,5  | 10   | 4,5   | −4    | −11,5 | −19,5 | −6,2  |
| Средний суточный минимум, °C  | −26,6 | −24,6 | −21,8 | −15,7 | −3,8  | 3,8  | 8,8   | 7,5  | 2,1   | −7,1  | −15,7 | −23,4 | −9,7  |
| Абсолютный минимум, °C        | −44   | −44,1 | −39   | −32,5 | −22,5 | −5,7 | −12,1 | −5   | −10,4 | −25,3 | −35,8 | −40   | −44,1 |
| Норма осадков, мм             | 42    | 45    | 33    | 24    | 16    | 25   | 42    | 45   | 37    | 29    | 39    | 32    | 408   |
| Источник:                     |       |       |       |       |       |      |       |      |       |       |       |       |       |